# Episodi di Joséphine, ange gardien (nona stagione)
Joséphine, ange gardien è una serie televisiva francese, andata in onda sinora per 19 stagioni. Qui sotto sono riportate le trame degli episodi della nona stagione della trasmissione, uscita in Francia nel 2005 e in Italia nel 2016.

## Episodio 28: Un angelo in nero
- Titolo originale: '
- Diretto da:
- Scritto da:

### Trama
Joséphine è intenta ad aiutare Stefan, giovane informatico, buono e umile, divorziato dalla moglie che non gli permette più di avvicinarsi ai suoi due figli, Claire e Valentin. L'uomo infatti, dopo aver sposato una ragazza molto ricca e dal padre influente, si era indebitato fino al collo per permettere alla propria famiglia di vivere al di sopra delle sue possibilità. Poi aveva perso il lavoro e da lì è cominciata per lui una parabola discendente senza fine che ha portato al divorzio e all'allontanamento definitivo dai due bambini. Suo suocero, che non ha mai potuto soffrirlo, ha fatto in modo che la figlia si rimettesse con il vecchio fidanzato, Guillame, che casualmente lavora per lui nella sua azienda informatica e al quale ha intenzione di lasciare un giorno l'azienda stessa. La figlia, abituata ad obbedire al padre, non si accorge di esserne manipolata ma pian piano, grazie all'intervento di Josephine nei panni dell'avvocato di Stefan, i due ex coniugi si riavvicineranno e capiranno che il benessere e la serenità dei bambini è la cosa più importante. 

## Episodio 29: Paura di amare
- Titolo originale: '
- Diretto da:
- Scritto da:

## Episodio 30: Se son rose fioriranno
- Titolo originale: '
- Diretto da:
- Scritto da:

## Episodio 31: Un castello da vendere
- Titolo originale: '
- Diretto da:
- Scritto da: